# پراکسید آلی

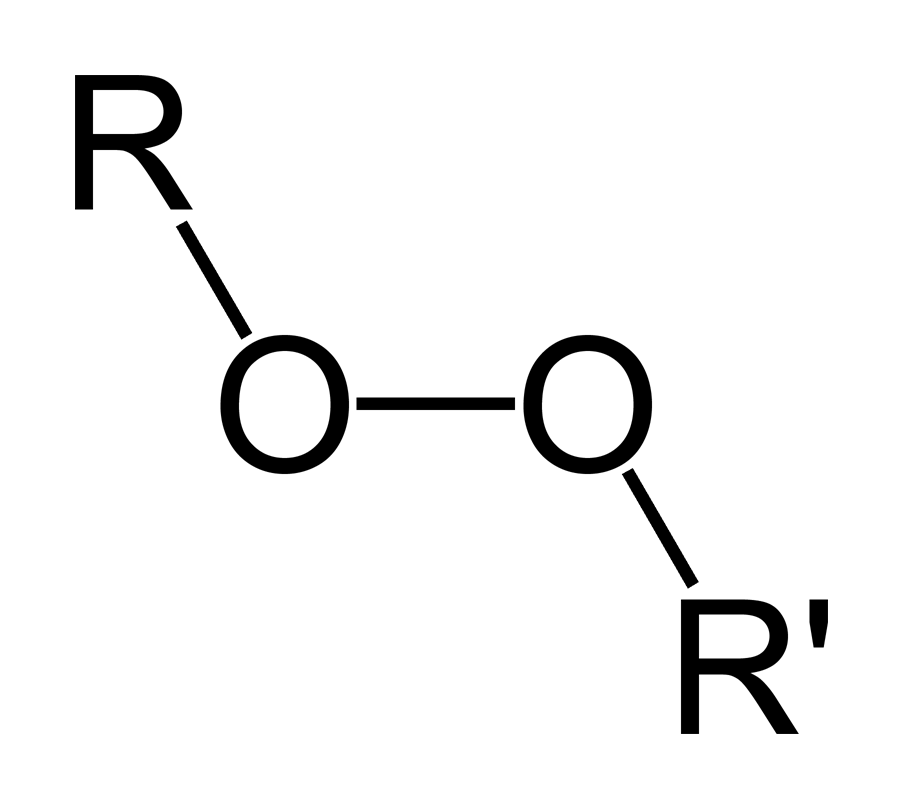
یک ساختار کلی از پراکسید آلی.

پراکسیدهای آلی گروهی از ترکیب‌های آلی هستند که دربرگیرنده گروه عاملی پراکسید (R'OOR) می‌باشند؛ که اگر R یک هیدروژن باشد، ترکیب هیدروپراکسید آلی خوانده می‌شود.
پیوند دوگانه O-O به سادگی شکسته می‌شود و تشکیل رادیکال آزاد RO· می‌دهد. این پراکسید آلی یک کاتالیزگر در شماری از واکنش‌های بسپارسازی به کار می‌رود. 